# Witsenia
Witsenia is een geslacht uit de lissenfamilie (Iridaceae). Het geslacht telt een soort die endemisch is in het zuidwesten van de Kaapprovincie, gelegen in het zuidwesten van Zuid-Afrika.

## Soorten
- Witsenia marua (L.) Thunb.

... · 
Crocus (Krokus) · 
Dietes · 
Freesia · 
Gladiolus (Gladiool) · 
Gelasine ·
Iris (Lis) · 
Sisyrinchium · 
Moraea · 
Romulea · 
Tigridia · 
Witsenia · 
...